# فورست رينجرز
فورست رينجرز هو نادي كرة قدم من ندولا، زامبيا يلعب حاليًا في الدوري الزامبي الممتاز.

## التاريخ
في عام 1975، بدأ نادي فورست رينجرز لكرة القدم كفريق كرة قدم مجتمعي في محطة دولا هيل فورست في ندولا  وانضم إلى دوري هواة منطقة ندولا في عام 1976. بعد 3 سنوات، صعد النادي إلى القسم 3 حتى نهاية موسم 1988 لكرة القدم. لعب النادي دوري الدرجة الأولى لكرة القدم من 1989 إلى 1991.

## الألوان
تقليديًا، كان فورست رينجرز يرتدي دائمًا أطقم أساسية باللونين الأصفر والأخضر، مع الأطقم البديلة باللونين الأخضر والأبيض.

## إنجازات
- كأس كوكاكولا زامبي : 1

2005